# Gewog di Ruepisa
Il gewog di Ruepisa è uno dei quindici raggruppamenti di villaggi del distretto di Wangdue Phodrang, nella regione Centrale, in Bhutan.